# David Foster (schrijver)
David Foster (1944) is een Australische schrijver. Voor zijn roman Moonlite ontving hij The National Book Council Award for Australian Literature.